# Aristè de Megalòpolis
Aristè de Megalòpolis (grec antic: Ἀρίσταινος, llatí: Aristaenus), a qui Polibi i Plutarc anomenen Aristènet, va ser estrateg de la Lliga Aquea l'any 198 aC i va induir els aqueus a entrar en aliança amb Roma contra Filip V de Macedònia.
Acusat aquell mateix any de traïció, Polibi el va defensar. El 197 aC va ser nomenat altra vegada estrateg i va acompanyar el cònsol Tit Quinti Flaminí a l'entrevista amb Filip V. En aquest mateix any va convèncer els beocis de passar al costat romà, segons Titus Livi.
L'any 195 aC quan tornava a ser estrateg, es va unir a Flaminí amb deu mil infants i mil cavallers per atacar Nabis d'Esparta. El 185 aC, altra vegada estrateg, es va enfrontar amb Filopemen i Licortes per la seva conducta en relació amb una ambaixada egípcia.
Aristè era oponent polític de Filopemen, i va mostrar més bona disposició que ell en l'entesa amb els romans. Segons Polibi i Pausànias, era eloqüent i hàbil en política però no es distingia en la guerra.